# Послание евангелисту Демьяну
«Послание евангелисту Демьяну» (другие названия — «Ответ Демьяну Бедному», «Послание Демьяну Бедному», «Я часто думаю — за что Его казнили?») — стихотворение, авторство которого приписывается Сергею Есенину — ответ на опубликованный в апреле-мае 1925 года в газетах «Правда» и «Беднота» «Новый завет без изъяна евангелиста Демьяна».

## История
В апреле — мае 1925 года центральные советские газеты «Правда» и «Беднота» опубликовали антирелигиозную поэму Демьяна Бедного «Новый завет без изъяна евангелиста Демьяна». Отклики на поэму в многочисленных письмах читателей редакциям газет и автору были от восторженных до ругательных. Через некоторое время (особенно в начале 1926 года) в Москве, а потом и по всей стране стало распространяться как принадлежащее С. Есенину стихотворение «Послание евангелисту Демьяну». Встречались тексты с некоторыми отличиями, особенно в последней строке («А коммунизму мат пошлёт при этом»). Публикаций стихотворения в советской печати тех лет не обнаружено, но, по некоторым сведениям, оно было напечатано в одной из многотиражек Москвы.
Первые публикации состоялись в периодических изданиях русского зарубежья. В газете «Сегодня» (Рига, 1926, 26 апреля, № 91а) был помещён фрагмент «Послания…» с оговоркой, что стихотворение «приписывается недавно умершему трагической смертью Есенину». В последующих публикациях автором безоговорочно назывался Есенин (газеты: «Последние известия», Ревель, 1926, 6 мая, № 99; «За свободу!», Варшава, 1926, 15—16 мая, № 110; «Руль», Берлин, 1926, 23 июня, № 1687; журнал «Зарубежный вестник», Брюссель, 1926, № 1).
В 1925—1926 годах разошедшееся по стране «Послание евангелисту Демьяну» стало настолько значимым событием общественной жизни, что власти сочли необходимым отреагировать на него — отделить стихотворение от известного, любимого народом Сергея Есенина и объявить автором «Послания…» какого-нибудь малоизвестного поэта. 2 апреля 1926 года газета «Вечерняя Москва» опубликовала письмо старшей сестры Есенина Екатерины Александровны, которое затем опубликовали «Известия» (3 апреля) и «Правда» (4 апреля). В письме говорилось: «За последнее время в Москве частным образом распространяются стихи, приписываемые перу покойного брата моего Сергея Александровича. Из таких стихотворений мне известны два стихотворения с посвящением Айседоре Дункан и одно <—> „Послание Демьяну Бедному“… Что касается „Послания Демьяну Бедному“, то категорически утверждаю, что это стихотворение брату моему не принадлежит. Екатерина Есенина».
Несколько позже стал «известен» и автор «Послания…» — Николай Николаевич Горбачёв (1888—1929), поэт, журналист. На допросе 20 мая 1926 года Горбачёв якобы заявил: «Оскорблённое религиозное чувство вынудило меня ответить Демьяну Бедному своим стихотворением ‹…›. Своей фамилией я не подписывал стихотворения по той причине, что не считал это стихотворение художественным». Допрос производил следователь Секретного отдела ОГПУ Семён Гендин. В июле 1926 года за «написание» этого стихотворения Горбачёв был отправлен в ссылку в Нарым на 3 года, однако менее чем через 4 месяца освобождён (постановлением Особого совещания от 5 ноября 1926 года).
Сведения о биографии и литературном творчестве Горбачёва, а также анализ обстоятельств его ареста дают основания сомневаться в том, что ему принадлежит авторство «Послания…». Сам Горбачёв показал, что он якобы предлагал стихотворение для публикации в «Молодой гвардии», но фамилии сотрудника редакции не знает; читал журналистам «Красной звезды», но их имён не помнит. Даже обыск на квартире не производился.
Горбачёв учился на юридическом факультете Московского университета (диплома не получил). После 1917 года воевал на стороне большевиков, занимал должности командира полка, секретаря исполкома, уездного комиссара юстиции, инспектора Туркестанского фронта, начальника следственно-судебной части Заволжского военного округа, руководителя отдела военного совета Советской армии и флота Дальневосточной Республики, редактора редсовета военно-исторической Комиссии высшего военно-редакционного Совета Реввоенсовета. В мае 1924 года был уволен в долгосрочный отпуск и с конца 1925 года работал журналистом в «Крестьянской газете».
Стихотворные произведения — поэма, написанная вместе с В. Грановым «Воздушные делишки пионера Мишки» («Военный вестник», М., 1925, 52 с.), брошюра Н. Посадского (псевдоним Н. Горбачева) «К общей цели через артели. Примерный устав артели» («Крестьянская газета», М., 1926, 46 с.) — литературно крайне слабы (пример из «Воздушных делишек»):
У Мишутки-пионера

Губы страшного размера.

Губы он раздул себе,

Упражняясь на трубе,

Впереди звена шагая

На параде Первомая…
В деле № 39327 по обвинению Н. Н. Горбачёва по статьям 70 и 72 УК РСФСР отсутствуют данные о том, каким образом ОГПУ вышло на след подозреваемого по делу о «распространении агитационной литературы контрреволюционного характера» и «связях с белой прессой». В. И. Кузнецов предположил, что кандидатуру Горбачёва на роль «подсадной утки» одобрил Л. Д. Троцкий — он не мог его не знать как бывший Председатель Реввоенсовета.
По мнению И. Л. Мостинского, автор стихотворения «Послание евангелисту Демьяну» скорее всего Сергей Есенин — с его широкой эрудицией и умением владеть словом. Возможно, что написал он его в июне-июле 1925 года, а уничтожил рукопись в сентябре 1925 года, когда, по воспоминаниям А. Р. Изрядновой, сжигал у неё какие-то бумаги. Также возможно, что опубликованное в апреле 1926 года письмо его сестры Екатерины в редакцию газеты было написано по совету (точнее, под нажимом) сотрудников ОГПУ.

## Михаил Булгаков, «Мастер и Маргарита»
Экземпляр «Послания» был изъят ОГПУ 7 мая 1926 года во время обыска у Булгакова.
Имеются основания полагать, что Демьян Бедный стал одним из прототипов поэта Ивана Бездомного.